# Brooke Rollins
Brooke Rollins (Glen Rose (Texas), 10 april 1972) is een Amerikaanse politica namens de Republikeinse Partij.
Sinds 13 februari 2025 is zij minister van Landbouw in het kabinet-Trump II.